# Bonnie Garmus
Bonnie Jean Garmus (Riverside, California; 18 de abril de 1957) es una escritora y exredactora estadounidense.
Garmus es de Seattle. Ha trabajado como redactora y directora creativa en Estados Unidos, y ha vivido en Suiza y Colombia.
En abril de 2022 se publicó su primera novela, Lessons in Chemistry. The Guardian destacó su «historia pulida, divertida y que invita a la reflexión... es difícil creer que sea un debut». The New York Times comentó sobre sus «entretenidas tramas secundarias y diálogos ingeniosos». Olimpia Mamula Steiner, profesora de química, elogió profusamente el libro:

Una vez que empiezas será difícil dejarlo, tan pronto como terminas un capítulo inmediatamente quieres leer el siguiente, es casi adictivo.

En enero de 2022, Lessons in Chemistry se había vendido en 35 territorios y tiene una adaptación televisiva en producción en Apple TV+ protagonizada por Brie Larson. Éditions Robert Laffont publicó en mayo de 2022 una traducción al francés bajo el título La Brillante destinée d'Elizabeth Zott. El libro fue preseleccionado para el Premio RSL Christopher Bland 2023.
Garmus está casada, tiene dos hijas y vive en Londres. Le gusta nadar en aguas abiertas y ha remado de forma competitiva.

## Publicaciones
- Lessons in Chemistry. Doubleday. 2022. ISBN 978-0385-54734-5.
- Lecciones de química. Salamandra. 2023. Trad. Victoria Alonso Blanco.[8]